# Wallace Oliveira
Wallace (Río de Janeiro, Brasil; 1 de mayo de 1994) es un futbolista brasileño. Juega de defensa.

## Trayectoria

### Fluminense
Wallace comenzó su carrera profesional con el Fluminense, un atacante lateral derecho, Wallace hizo su debut a la edad de 17 años desde entonces ha comenzado a aparecer muchas veces para el primer equipo, ayudándoles en el Campeonato Brasileño.

### Chelsea
El 4 de diciembre de 2012, el Chelsea confirmó el fichaje de Wallace. El defensor central de 19 años de edad, que también puede jugar en la posición derecha y trasera izquierda se mantendría con el Fluminense hasta el final de la temporada. Hizo su primera aparición con la camiseta de Chelsea el 17 de julio de 2013 en un partido amistoso de pretemporada con el Singha All Stars en el que se ganó una Amarilla por su lado Romelu Lukaku convirtió.

### Inter
Debido a la falta de permiso de trabajo, Wallace estaba obligado a ser prestado. El 14 de agosto de 2013, Wallace fue cedido al Inter en un largo trato de temporada. Hizo su debut con el club el 1 de septiembre de 2013 en la victoria 0-3 sobre el Catania, sustituyendo en el minuto 83 a Jonathan. Wallace hizo su segunda aparición con el Inter en la goleada 0-7 sobre el Sassuolo, el 22 de septiembre de 2013, de nuevo como sustituto en el segundo tiempo. Él jugó sólo cuatro partidos para el Inter, tres de ellos como sustituto.

### Vitesse
El 30 de junio de 2014, Wallace fue cedido para la próxima temporada con el club holandés Vitesse, con el que el Chelsea tiene una asociación.
El 10 de agosto de 2014, Wallace hizo su debut con el Vitesse ante el Ajax, jugando los 90 minutos; el partido terminó 4-1 para el Ajax, El 27 de septiembre de 2014, Wallace anotó el primer gol para el Vitesse ante el Dordrecht, asistido por su compatriota del Chelsea, Bertrand Traoré.; el partido terminó con victoria por 6-2 para el Vitesse. Wallace siguió siendo la primera opción de vuelta para Vitesse hasta que se lesionó la mano el 25 de octubre de 2014, durante el partido ante el Breda. El 22 de noviembre de 2014, Wallace regresó al once inicial ante el AZ Alkmaar; El partido terminó en derrota por 1-0 para el Vitesse.
El 10 de abril de 2015, Wallace fue arrestado por sospecha de delito sexual, pero fue puesto en libertad más tarde sin cargos. A raíz de este incidente, Wallace regresó al primer equipo el 24 de abril de suplente, y entrando en los últimos 11 minutos sustituyendo a Kevin Diks en el partido contra el ADO Den Haag.

### Carpi
El 22 de julio de 2015, Wallace se unió al club italiano recién ascendido Carpi en un préstamo durante toda la temporada con una opción de compra del jugador. Hizo su debut con el club el 23 de agosto de 2015, en la derrota por 5-2 sobre el Sampdoria, que salió de la suplencia para jugar los últimos 20 minutos.

### Grêmio
El 4 de enero de 2016, Wallace fue cedido al Grêmio por el Chelsea por un período de 18 meses para reemplazar a Rafael Galhardo para disputar la Copa Libertadores 2016.

## Selección nacional
Wallace ayudó a Brasil a ganar el Campeonato Sudamericano de Fútbol Sub-17 en 2011 antes de contribuir a su cuarta plaza en la Copa Mundial Sub-17 en México tres meses después. El 30 de mayo de 2014 Wallace anotó el primero de los siete goles para Brasil vs Catar en el Torneo Esperanzas de Toulon.

## Clubes
| Club             | País         | Año         | Partidos | Goles |
| ---------------- | ------------ | ----------- | -------- | ----- |
| Fluminense       | Brasil       | 2011 - 2013 | 30       | 1     |
| Chelsea          | Inglaterra   | 2013        | 0        | 0     |
| Inter (Cesión)   | Italia       | 2013 - 2014 | 4        | 0     |
| Vitesse (Cesión) | Países Bajos | 2014 - 2015 | 23       | 1     |
| Carpi (Cesión)   | Italia       | 2015        | 7        | 0     |
| Grêmio (Cesión)  | Brasil       | 2016 - 2017 | 23       | 0     |

## Palmarés

### Campeonatos Regionales
| Título             | Club       | País   | Año  |
| ------------------ | ---------- | ------ | ---- |
| Campeonato Carioca | Fluminense | Brasil | 2012 |

### Campeonatos nacionales
| Título               | Club       | País   | Año  |
| -------------------- | ---------- | ------ | ---- |
| Campeonato Brasileño | Fluminense | Brasil | 2012 |

### Campeonatos internacionales
| Título            | Club   | País   | Año  |
| ----------------- | ------ | ------ | ---- |
| Copa Libertadores | Grêmio | Brasil | 2017 |